# Chuba Akpom
Chuba Akpom (Newham, Inglaterra, 9 de octubre de 1995) es un futbolista británico que juega de delantero en el Ipswich Town F. C. de la EFL Championship.

## Selección nacional
Ha representado a Inglaterra en las divisiones inferiores como las sub-16, sub-17, sub-19, sub-20 y sub-21.

## Estadísticas

### Clubes
Actualizado al último partido disputado el 17 de mayo de 2025.
| Club                                    | Div.          | Temporada     | Liga  | Liga  | Copas nacionales | Copas nacionales | Copas internacionales | Copas internacionales | Total | Total |
| Club                                    | Div.          | Temporada     | Part. | Goles | Part.            | Goles            | Part.                 | Goles                 | Part. | Goles |
| --------------------------------------- | ------------- | ------------- | ----- | ----- | ---------------- | ---------------- | --------------------- | --------------------- | ----- | ----- |
| Arsenal F. C. Inglaterra                | 1.ª           | 2013-14       | 1     | 0     | 1                | 0                | ―                     | ―                     | 2     | 0     |
| Brentford F. C. Inglaterra              | 3.ª           | 2013-14       | 4     | 0     | ―                | ―                | ―                     | ―                     | 4     | 0     |
| Brentford F. C. Inglaterra              | Total club    | Total club    | 4     | 0     | 0                | 0                | 0                     | 0                     | 4     | 0     |
| Coventry City F. C. Inglaterra          | 3.ª           | 2013-14       | 6     | 0     | ―                | ―                | ―                     | ―                     | 6     | 0     |
| Coventry City F. C. Inglaterra          | Total club    | Total club    | 6     | 0     | 0                | 0                | 0                     | 0                     | 6     | 0     |
| Arsenal F. C. Inglaterra                | 1.ª           | 2014-15       | 3     | 0     | 4                | 0                | ―                     | ―                     | 7     | 0     |
| Nottingham Forest F. C. Inglaterra      | 2.ª           | 2014-15       | 7     | 0     | ―                | ―                | ―                     | ―                     | 7     | 0     |
| Nottingham Forest F. C. Inglaterra      | Total club    | Total club    | 7     | 0     | 0                | 0                | 0                     | 0                     | 7     | 0     |
| Hull City A. F. C. Inglaterra           | 2.ª           | 2015-16       | 36    | 3     | 5                | 4                | ―                     | ―                     | 41    | 7     |
| Hull City A. F. C. Inglaterra           | Total club    | Total club    | 36    | 3     | 5                | 4                | 0                     | 0                     | 41    | 7     |
| Arsenal F. C. Inglaterra                | 1.ª           | 2016-17       | 0     | 0     | 1                | 0                | ―                     | ―                     | 1     | 0     |
| Brighton & Hove Albion F. C. Inglaterra | 2.ª           | 2016-17       | 10    | 0     | ―                | ―                | ―                     | ―                     | 10    | 0     |
| Brighton & Hove Albion F. C. Inglaterra | Total club    | Total club    | 10    | 0     | 0                | 0                | 0                     | 0                     | 10    | 0     |
| Arsenal F. C. Inglaterra                | 1.ª           | 2017-18       | 0     | 0     | 2                | 0                | 0                     | 0                     | 2     | 0     |
| Arsenal F. C. Inglaterra                | Total club    | Total club    | 4     | 0     | 8                | 0                | 0                     | 0                     | 12    | 0     |
| Sint-Truidense · Bélgica                | 1.ª           | 2017-18       | 16    | 6     | ―                | ―                | ―                     | ―                     | 16    | 6     |
| Sint-Truidense · Bélgica                | Total club    | Total club    | 16    | 6     | 0                | 0                | 0                     | 0                     | 16    | 6     |
| PAOK de Salónica F. C. · Grecia         | 1.ª           | 2018-19       | 20    | 6     | 8                | 2                | 5                     | 0                     | 33    | 8     |
| PAOK de Salónica F. C. · Grecia         | 1.ª           | 2019-20       | 33    | 8     | 6                | 1                | 4                     | 1                     | 43    | 10    |
| PAOK de Salónica F. C. · Grecia         | 1.ª           | 2020-21       | 1     | 0     | —                | —                | 2                     | 0                     | 3     | 0     |
| Middlesbrough F. C. Inglaterra          | 2.ª           | 2020-21       | 38    | 5     | 1                | 0                | ―                     | ―                     | 39    | 5     |
| Middlesbrough F. C. Inglaterra          | 2.ª           | 2021-22       | 1     | 0     | ―                | ―                | ―                     | ―                     | 1     | 0     |
| PAOK de Salónica F. C. · Grecia         | 1.ª           | 2021-22       | 34    | 7     | 7                | 2                | 11                    | 2                     | 52    | 11    |
| PAOK de Salónica F. C. · Grecia         | Total club    | Total club    | 88    | 21    | 21               | 5                | 22                    | 3                     | 131   | 29    |
| Middlesbrough F. C. Inglaterra          | 2.ª           | 2022-23       | 40    | 28    | 2                | 1                | —                     | —                     | 42    | 29    |
| Middlesbrough F. C. Inglaterra          | Total club    | Total club    | 79    | 33    | 3                | 1                | 0                     | 0                     | 82    | 34    |
| Ajax de Ámsterdam · Países Bajos        | 1.ª           | 2023-24       | 25    | 11    | 1                | 1                | 10                    | 3                     | 36    | 15    |
| Ajax de Ámsterdam · Países Bajos        | 1.ª           | 2024-25       | 16    | 3     | 2                | 1                | 14                    | 4                     | 32    | 8     |
| Ajax de Ámsterdam · Países Bajos        | Total club    | Total club    | 41    | 14    | 3                | 2                | 24                    | 7                     | 68    | 23    |
| Lille O. S. C. Francia                  | 1.ª           | 2024-25       | 14    | 3     | 1                | 0                | 1                     | 0                     | 16    | 3     |
| Lille O. S. C. Francia                  | Total club    | Total club    | 14    | 3     | 1                | 0                | 1                     | 0                     | 16    | 3     |
| Total carrera                           | Total carrera | Total carrera | 305   | 80    | 41               | 12               | 47                    | 10                    | 393   | 102   |

## Palmarés

### Títulos nacionales
| Título              | Club                | País   | Año  |
| ------------------- | ------------------- | ------ | ---- |
| Superliga de Grecia | PAOK Salónica F. C. | Grecia | 2019 |
| Copa de Grecia      | PAOK Salónica F. C. | Grecia | 2019 |